# Cerowa korija
Cerowa korija (bułg. Церова кория) – wieś w Bułgarii, w obwodzie Wielkie Tyrnowo, w gminie Wielkie Tyrnowo. W 2024 roku liczyła 476 mieszkańców.

## Osoby związane z miejscowością

### Urodzeni
- Iwan Cerow (1857–1938) – bułgarski kmet Warny
- Nikoła Conew (1935) – bułgarski polityk
- Ilarion Newrokopski (1850–1925) – bułgarski duchowny, metropolita
- Fławian Znepołski (1884–1956) – bułgarski duchowny, episkop